# Addíció
Az addíció olyan kémiai reakció, amelyben két vagy több vegyület molekulája melléktermék képződése nélkül egyesül egymással. Két- vagy háromszoros kémiai kötéssel rendelkező vegyületek között fordul elő.
Az addíció latin (additio) eredetű szó, jelentése hozzáadás; a matematikában az összeadás műveletének másik megnevezése. Ellentéte az elimináció.
A reakciót tulajdonképpen indító részecske típusa alapján megkülönböztethetünk:
- elektrofil addíció – a reakciót elektrofil, vagyis elektronkedvelő részecske indítja. Ilyen ágens pl. a bromóniumion (H2Br+) és az összes többi kation, valamint elektronhiányos részecske
- nukleofil addíció – a reakciót elektronban gazdag, nukleofil részecske indítja. Ilyen pl. a kloridion.
- gyökös addíció – a reakciót gyök  indítja. A gyök nem ionos jellegű részecske, az adott elem naszcensz állapotának felel meg.

A szerves vegyületek addíciós reakciói során a termék minőségére vonatkozólag a Markovnyikov-szabály mérvadó. (A Markovnyikov-szabály nem kizárólagosan értendő. Kis mennyiségben más, a szabálytól eltérő anyag is keletkezik.)
Az addíciót felhasználják az addíciós polimerizációban.

## Hidrogénaddíció
Az etén a nyomás és a hőmérséklet növelésekor, katalizátor jelenlétében a hidrogénnel is addíciós reakcióba lép, és etán keletkezik. Ebben az esetben: telítés.
{\displaystyle {\ce {H2C=CH2 + H2 -> H3C-CH3}}}

## Savaddíció
Az etilén erős savakat, pl. hidrogén-klorid gázt vagy kénsavat is addicionál. Klóretán (más néven etil-klorid) képződik.
Kénsavaddíció esetén 1-hidroxi-2-szulfo-etánhoz, vagyis etanol-szulfonsavhoz (szulfoetanol) jutunk.
{\displaystyle {\ce {H2C=CH2 + HCl -> H3C-CH2Cl}}}